# Kasachisch-portugiesische Beziehungen
Die kasachisch-portugiesischen Beziehungen umfassen die bilateralen Beziehungen zwischen Kasachstan (port.: Cazaquistão) und Portugal (kasach.: Португалия bzw. Pertual). Die Länder unterhalten seit 1992 direkte diplomatische Beziehungen.
Das Verhältnis der beiden Staaten gilt als gut und problemfrei. Sie gehören zahlreichen gemeinsamen internationalen Organisationen an, darunter die Organisation für Sicherheit und Zusammenarbeit in Europa (OSZE), die Welthandelsorganisation (WTO) und die Organisationen der UNO, in denen sie sich bisher meist gegenseitig unterstützten. Zudem verbindet das EU-Mitglied Portugal und das EU-Partnerland Kasachstan seit 2007 die EU-Zentralasienstrategie und vor allem das 2015 abgeschlossene EU-Partnerschaftsabkommen mit Kasachstan. Auch in der NATO kooperieren sie.
Beide Länder richteten bereits Weltausstellungen aus, Portugal die Expo 1998 und Kasachstan die Expo 2017.
Im Jahr 2019 waren 575 kasachische Staatsbürger in Portugal gemeldet, davon mit 151 die meisten im Distrikt Aveiro. 2014 waren zehn Portugiesen konsularisch in Kasachstan registriert.

## Geschichte

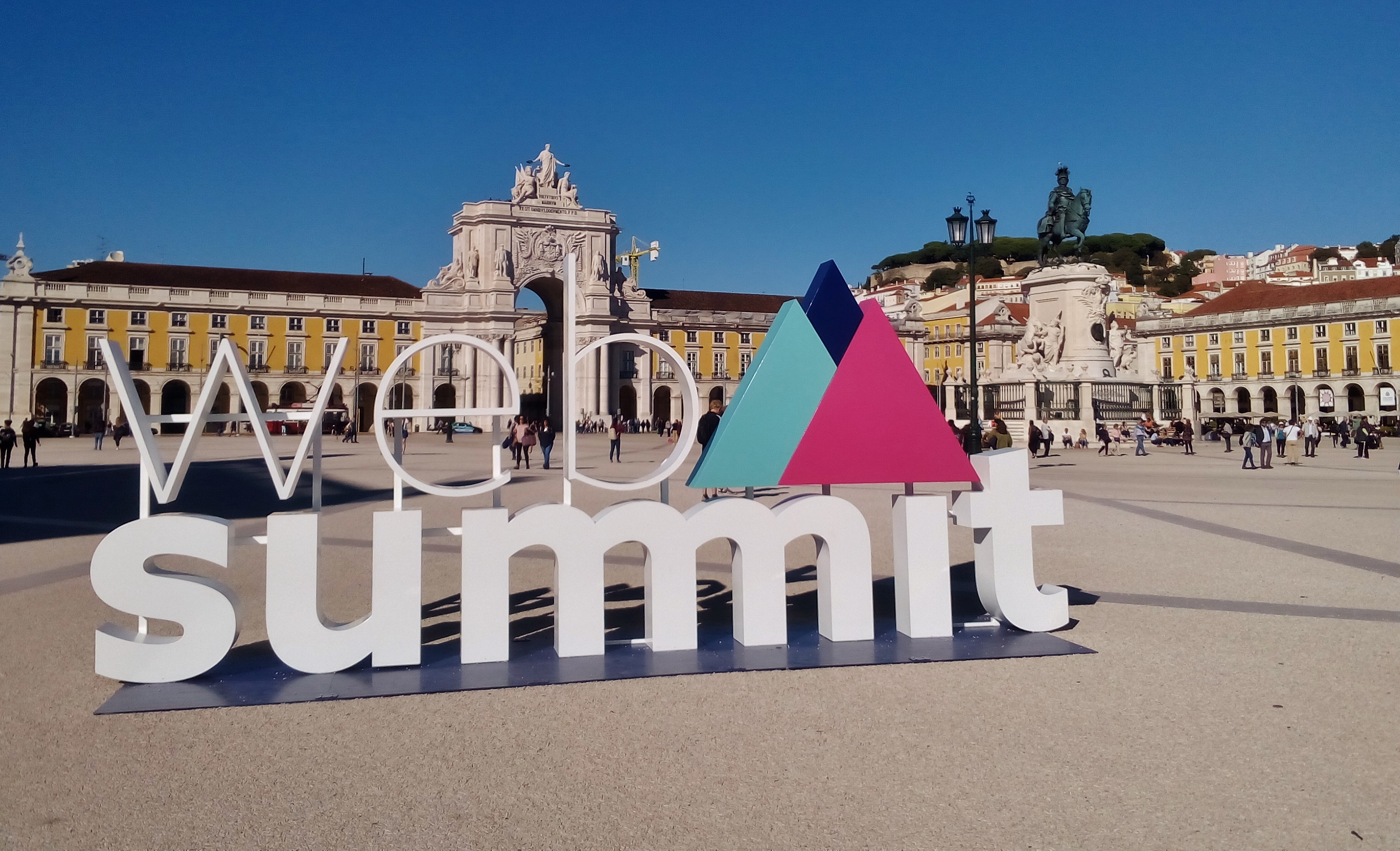
Web Summit 2017 in Lissabon: kasachische Offizielle besuchten Portugal zu mehreren Gelegenheiten in den 2010er Jahren.

Bis zur Unabhängigkeit Kasachstans im Jahr 1991 wurde das kasachisch-portugiesische Verhältnis durch die Beziehungen zwischen Portugal und der Sowjetunion bestimmt.
Am 19. August 1992 gingen Kasachstan und Portugal diplomatische Beziehungen ein. 1996 akkreditierte sich erstmals ein portugiesischer Vertreter in Kasachstan, der portugiesische Botschafter in Russland. Gegenseitige Botschaften richteten die Länder erst später ein (2015 Portugal, 2019 Kasachstan).
1994 trat Kasachstan der Partnerschaft für den Frieden bei und arbeitet damit nun auch militärisch mit dem NATO-Gründungsmitglied Portugal zusammen.
Als möglicher Beitrittskandidat nahm Kasachstan am NATO-Gipfel in Lissabon 2010 teil, der kasachische Präsident Nasarbajew besuchte Portugal zu dem Anlass.
Eine Reihe Kooperationsabkommen im Hochschulwesen wurden seit den 2010er Jahren abgeschlossen, etwa zu Technik und Forschung zwischen Hochschulen beider Länder (2011) oder zum gegenseitigen Studentenaustausch (2019). Auch eine Kooperation mit dem portugiesischen Kulturinstitut Instituto Camões zur Förderung der Lusitanistik in Kasachstan ist in Anbahnung.
2017 kam der kasachische Vize-Premierminister Asqar Schumaghalijew zum Web Summit nach Lissabon.
Der kasachische Präsident Toqajew und sein portugiesischer Amtskollege Rebelo de Sousa trafen am 25. September 2019 am Rande der UN-Generalversammlung zusammen.
Im Jahr 2019 kamen kasachische Offizielle zu mehreren Gelegenheiten nach Portugal, so Nur-Sultans Bürgermeister Baqyt Sultanow zum Forum der Weltorganisation für Tourismus vom 4. bis 6. April 2019 und der kasachische Informationsminister Däuren Abajew zu Welt-Ministerkonferenz und Jugendforum Lisbon +21 vom 20. bis 23. Juni 2019.

## Diplomatie
Kasachstan führt seit 2019 eine eigene Botschaft in der portugiesischen Hauptstadt Lissabon.
Portugal unterhält seit 2015 eine eigene Botschaft in der kasachischen Hauptstadt Astana.
Gegenseitige Konsulate sind bislang nicht eröffnet (Stand 2020).

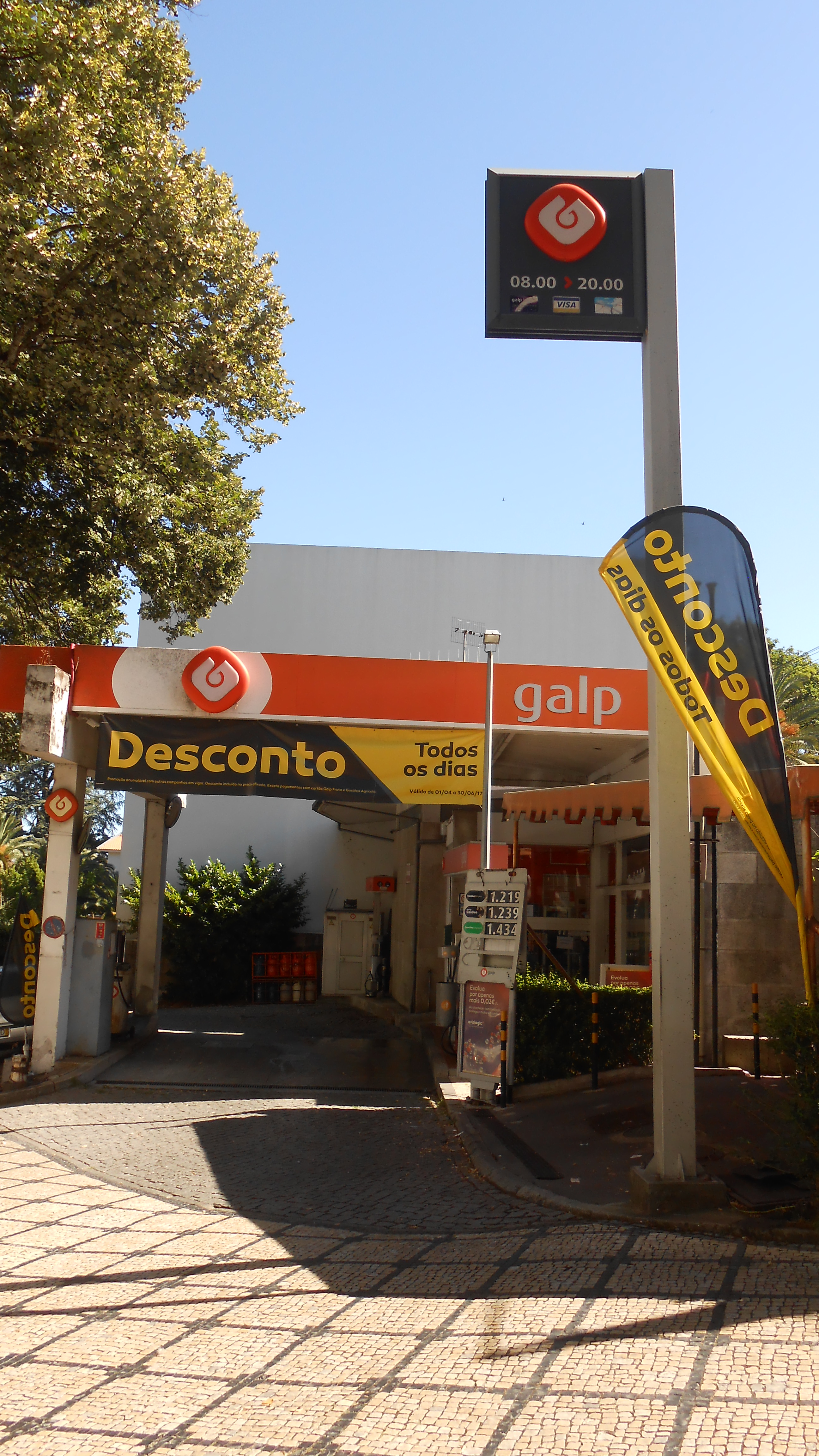
Tankstelle der Galp im Stadtzentrum von Viseu: portugiesische Kraftstoffimporte aus Kasachstan bestimmen den bilateralen Handel

## Wirtschaft
Das Handelsvolumen zwischen Kasachstan und Portugal belief sich im Jahr 2016 auf 308,1 Mio. Euro (2015: 573,8 Mio.; 2014: 818,8 Mio.; 2013: 556,1 Mio.; 2012: 762,4 Mio.), mit einem deutlichen Handelsbilanzüberschuss von fast 300 Mio. Euro zu Gunsten Kasachstans. 81 portugiesische Unternehmen waren dabei im Handel mit Kasachstan tätig, 25 portugiesische Unternehmen der verschiedensten Branchen sind vor Ort mit eigenen Vertretungen präsent.
Dabei importierte Kasachstan Waren im Wert von 4,778 Mio. Euro aus Portugal (2015: 6,628 Mio.; 2014: 4,523 Mio.; 2013: 5,972 Mio.; 2012: 3,098 Mio.), darunter 26,0 % Maschinen und Geräte, 18,6 % Schuhe, 13,2 % landwirtschaftliche Erzeugnisse, 11,5 % Holz und Kork, 9,0 % Bekleidung und 5,2 % Lebensmittel.
Portugal führte gleichzeitig aus Kasachstan Waren im Wert von 303,317 Mio. Euro ein (2015: 567,159 Mio.; 2014: 814,296 Mio.; 2013: 550,146 Mio.; 2012: 759,279 Mio.), mit 99,5 % ganz überwiegend Kraftstoffe, mit 0,4 % folgten Metalle.
Damit stand Kasachstan im portugiesischen Außenhandel an 117. Stelle als Abnehmer und an 19. Stelle als Lieferant, während Portugal im kasachischen Außenhandel damit an 22. Stelle als Abnehmer und an 63. Stelle als Lieferant stand.
Die portugiesische Außenhandelskammer AICEP unterhält ein Büro in der kasachischen Hauptstadt Astana (2019–2022 Nur-Sultan).
Es besteht eine kasachisch-portugiesische Handelskammer, die Kazakh-Portuguese Chamber of Commerce (KPCC).

## Sport

### Fußball

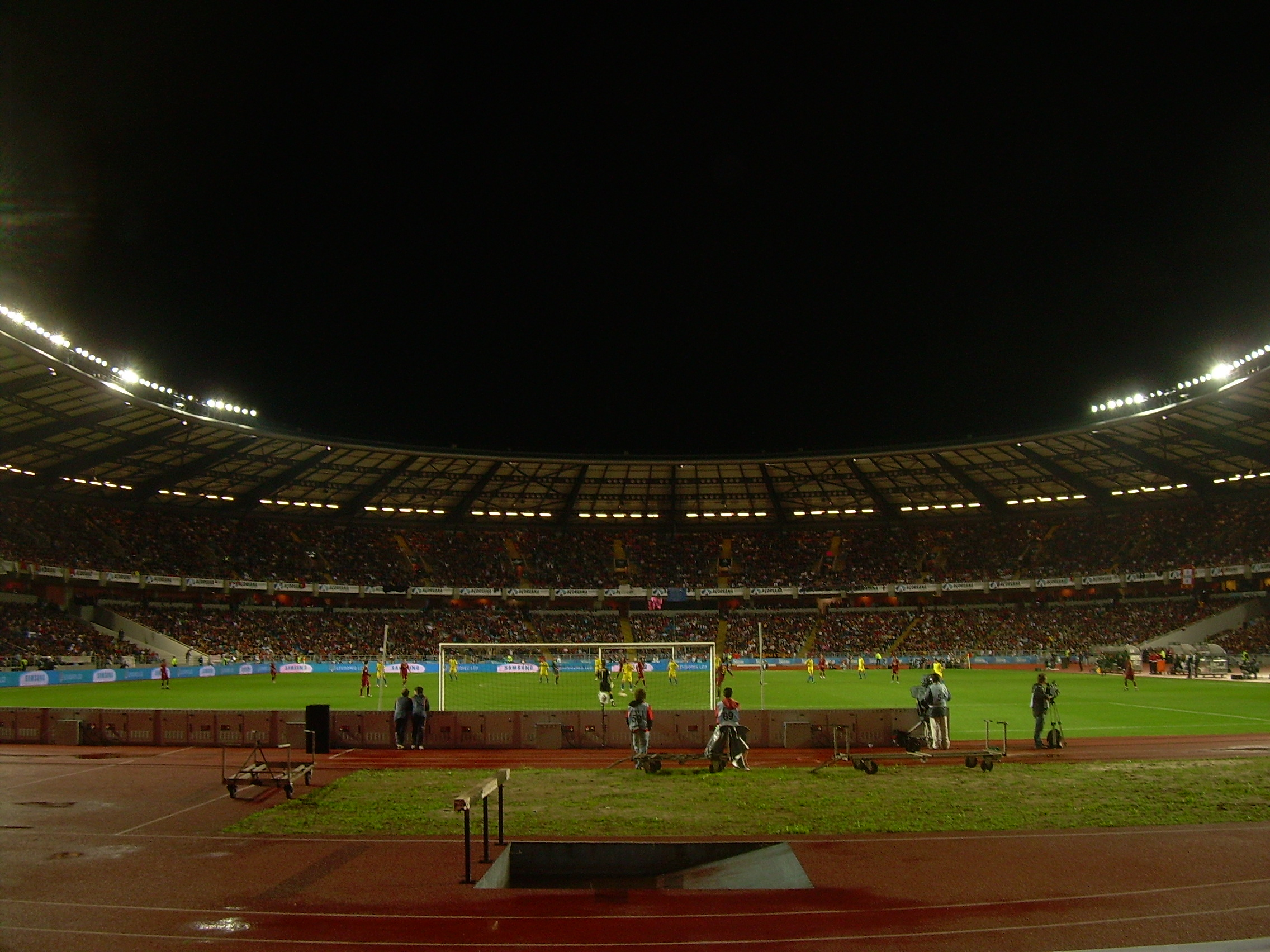
Die Begegnung Portugal-Kasachstan im ausverkauften Estádio Cidade de Coimbra am 15. November 2006: das Qualifikationsspiel zur EM 2008 endete 3:0 für die Gastgeber

Obwohl das kasachische Staatsgebiet fast ausschließlich in Asien liegt, ist der kasachische Fußballverband genauso wie der portugiesische Fußballverband Mitglied der UEFA, und beide nehmen gleichermaßen an Turnieren wie Europameisterschaft, Champions-League und Europa League teil.
Die Kasachische Fußballnationalmannschaft und die Portugiesische Nationalelf spielten bisher dreimal gegeneinander (Stand Ende 2020). Erstmals trafen sie am 20. August 2003 aufeinander, das Freundschaftsspiel im portugiesischen Chaves endete 1:0 für Portugal. Es war das erste Länderspiel von Cristiano Ronaldo. Auch die folgenden Begegnungen konnten die Portugiesen für sich entscheiden.
Bei der EM 2004 in Portugal war Kasachstan nicht vertreten.
Die Kasachische Fußballnationalmannschaft der Frauen und die Portugiesische Frauen-Nationalelf sind bisher noch nicht aufeinander getroffen. Beim Algarve-Cup waren die Kasachinnen bisher noch nicht zu Gast (Stand Ende 2020).

### Tennis
Die Kasachische und die Portugiesische Davis-Cup-Mannschaft trafen erstmals am 2. Februar 2019 aufeinander, die Kasachen gewannen am Ende 3:1.
Die Kasachische und die Portugiesische Fed-Cup-Mannschaft trafen bisher noch nicht aufeinander (Stand Ende 2020).
Beim kasachischen ITF Nur-Sultan gewann 2012 die Portugiesin Maria João Koehler, die im Folgejahr dort Zweite wurde.
Das portugiesische WTA-Oeiras-Turnier 2011 schloss die Kasachin Galina Woskobojewa als Siegerin. Zusammen mit ihrer Landsfrau Jaroslawa Schwedowa gewann sie dort 2012 auch das Doppel.